# Schwimmende Dotterblume
Die Schwimmende Dotterblume (Caltha natans) ist eine Pflanzenart aus der Gattung Dotterblumen (Caltha) in der Familie der Hahnenfußgewächse (Ranunculaceae). 

## Beschreibung

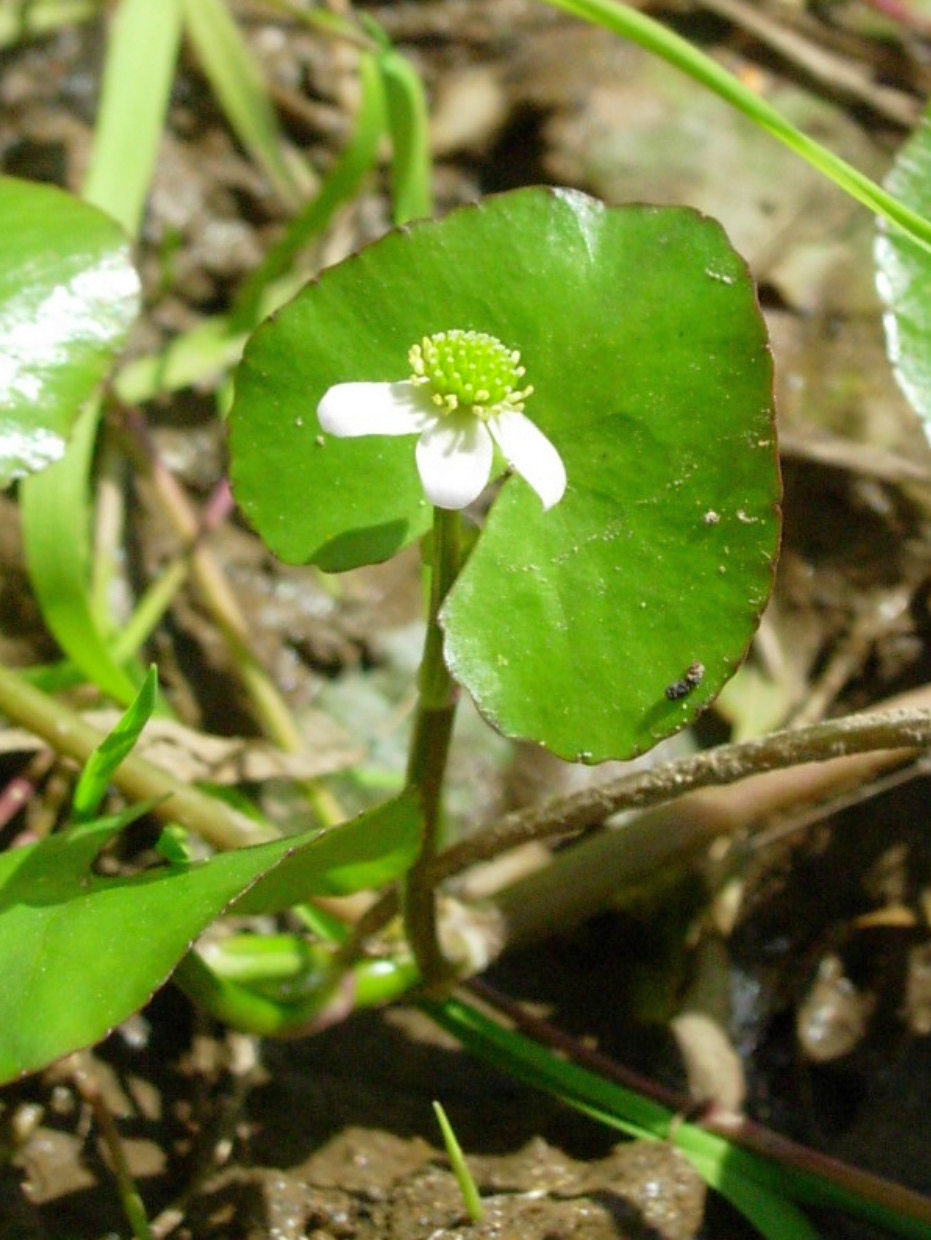
Laubblatt und Blüte

### Vegetative Merkmale
Die Schwimmende Dotterblume ist eine ausdauernde krautige Pflanze, die Wuchshöhen von 15 bis 50 Zentimeter erreicht. Der Stängel weist langgestreckte Stängelglieder auf, ist kriechend oder flutend und wurzelt an den Knoten.
Die wechselständig am Stängel angeordneten Laubblätter sind in Blattstiel und - spreite gegliedert. Bei den untersten Laubblättern ist die Blattspreite eiförmig-nierenförmig oder herzförmig und die größten sind 1 bis 2,5 Zentimeter lang sowie 1 bis 5 Zentimeter breit. Der Blattrand ist fast ganzrandig.

### Generative Merkmale
Die Blütezeit reicht in Nordamerika von Juni bis August. Die Blütenstände enthalten zwei bis sechs Blüten. Die zwittrige Blüte ist bei einem Durchmesser von 8 bis 13 Millimetern radiärsymmetrisch. Die Blütenhüllblätter sind 4 bis 7, selten bis zu 8 Millimeter lang und weiß oder rosafarben. Griffel und Narbe sind gebogen und 0,1 bis 0,4 Millimeter lang.
Die 20 bis 55 sitzenden, breit ausgebreiteten Balgfrüchte sind bei einer Länge von 3,2 bis 6,5 Millimetern sowie einer Breite von 1 bis 2,5 Millimetern länglich. Die Samen sind bei einer Länge von 0,5 bis 0,8 Millimetern breit-elliptisch.
Die Chromosomenzahl beträgt 2n = 16 oder 32.

## Verbreitung
Die Schwimmende Dotterblume kommt im kühlen mittleren und nordwestlichen Nordamerika, Ostsibirien, nördliches China und der Mongolei. Es gibt Fundortangaben für die Verwaltungsgebiete Sibirien, Mongolei, nordöstliche Innere Mongolei, Heilongjiang, Alaska, Kanada, Minnesota und Wisconsin.

## Taxonomie
Die Erstveröffentlichung erfolgte 1776 unter dem Namen Caltha natans Pall. durch Peter Simon Pallas: Reise durch verschiedene Provinzen des russischen Reichs, 3, S. 284. Die Neukombination zu Thacla natans (Pall.) Deyl & Soják wurde 1970 durch Miloa Deyl und Jiří Soják in Sborník Národního Muzea v Prazĕ. Řada B: Přírodní Vědy, 26, S. 31 veröffentlicht. Welcher der beiden Namen akzeptiert ist, wird kontrovers diskutiert.

## Nutzung
Die Schwimmende Dotterblume wird selten als Zierpflanze für Teichränder genutzt.